# Lésigny (Vienne)
Lésigny è un comune francese di 535 abitanti situato nel dipartimento della Vienne nella regione della Nuova Aquitania.

## Società

### Evoluzione demografica
Abitanti censiti